# 김유진 (2000년생 태권도 선수)
김유진(金宥珍, 2000년 10월 17일~)은 대한민국의 태권도 선수이다. 2024년 하계 올림픽에서 참가, 태권도 여자 57kg급에서 금메달을 획득하였다.

## 경력
충청북도 단양군 출신으로 8살때에 호신술을 배우라는 할머니의 권유로 태권도를 시작했다. 이후 서울특별시로 건너가 한산중학교에 입학했다. 한산중학교 졸업 후에는 서울체육고등학교로 진학했으며 고교 재학 시절 청소년 국가대표가 되었다.
2016년에는 세계 주니어 태권도 선수권 대회에서 금메달을 획득했다. 2019년에는 한국체육대학교 소속으로  나폴리에서 열린 2019년 하계 유니버시아드에 참가해 금메달을 획득했다. 같은 해 연말에 열린 한국실업태권도연맹 우수선수 시상식에서 대학부 여자 우수상을 수상했다.
2022년에 무릎 부상을 당해 슬럼프가 있었다. 하지만 이를 극복했고 1년 연기되어 열린 2022년 아시안 게임 태권도 대표 선발전에서도 김가현을 2-1로 이기며 발탁되었다. 이후 2년 연기되어 2023년에 청두에서 열린 유니버시아드에도 참가해 우승하며 2연패를 달성했다. 아시안 게임 본선에서는 준결승 까지 올라갔지만 뤄중스에게 패하며 동메달을 획득했다.
2024년 하계 올림픽에 대한민국은 3개 체급에서 세계 랭킹 순으로 국가대표가 확정되었으며 대륙별 선발전의 경우 규정상 한 체급만 나갈 수 있었고 여자 -57kg급에 나가기로 결정했다. 아시아 선발전에 나가기 위한 국가대표 선발전에서 김유진은 한국가스공사 소속 김가현에게 패했지만 이후 패자부활전에서 이아름을 이겼고, 결승에서 김가현과의 재대결에서 승리하며 선발전 출전할 수 있게 되었다. 2024년 3월 16일에 열린 아시아 선발전에 참가했고, 4강에서 캄보디아의 줄리맘을 2-0으로 승리하며 올림픽 진출에 성공했다. 올림픽 선발전 이후 열린 아시아 선수권 대회에 참가해 카자흐스탄의 마리아 세보스티아노바를 2-0으로 승리하며 3년만에 우승했다. 8월에 열림 2024년 하계 올림픽에서는 이란의 나히드 키아니를 꺾고 금메달을 획득하였다.